# Betonkrimp
Betonkrimp is een volumevermindering van het beton na het storten. Door de volumeverandering ontstaan scheuren, vooral rond de niet meebewegende wapening. Via deze scheuren kunnen agressieve stoffen gemakkelijker de wapening bereiken, en zo bijvoorbeeld betonrot veroorzaken.
Meerdere oorzaken kunnen onderscheiden worden:
- plastische krimp, door verdamping van aanmaakwater aanwezig in het beton;
- uitdrogingskrimp, door de verdamping van het poriënwater uit het verharde beton, waarna de poriën dichtklappen onder invloed van capillaire krachten;
- chemische en autogene krimp, door de chemische reactie van het cement met het water, vooral in betons met weinig water (lage water/cementfactor: <0,45) en hogesterktebetons;
- temperatuurkrimp, door het afkoelen van het beton na de hydratatiereactie.
- thermische krimp, door temperatuurvariaties van de omgeving.

De krimp kan tegengegaan worden door een goede nabehandeling, zoals het vochtig houden van het beton.